# Sint-Gertrudiskerk (Bovekerke)

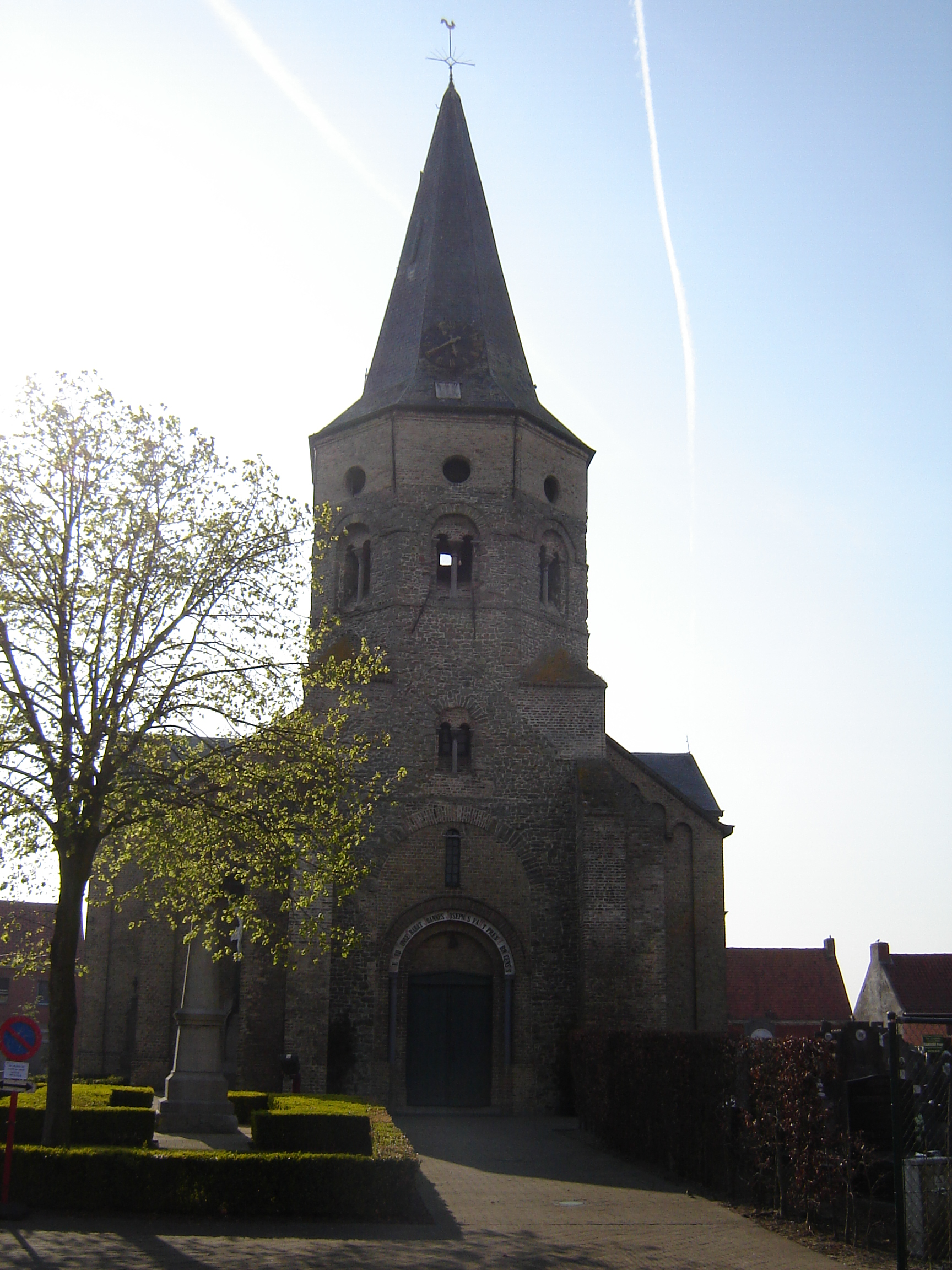
Sint-Gertrudiskerk

De Sint-Gertrudiskerk is de parochiekerk van de tot de Belgische gemeente Koekelare behorende plaats Bovekerke, gelegen aan de Bovekerkestraat. Naast de kerk ligt het Kerkhof van Bovekerke.

## Geschiedenis
Bovekerke werd voor het eerst vermeld in 1119, toen het patronaatsrecht door de bisschop van Doornik aan de Abdij van Sint-Bertinus te Sint-Omaars. In de 12e eeuw werd een romaanse kruiskerk gebouwd, met een achtkante vieringtoren op vierkante plattegrond. De kerk was georiënteerd.
Van 1841-1848 werd de romaanse kerk afgebroken en een nieuwe kerk in neoromaanse stijl gebouwd naar ontwerp van Pierre Buyck, met behoud van de vieringtoren, die nu echter oosttoren werd en boven het portaal kwam te staan: de nieuwe kerk had het koor in westelijke richting.
In oktober 1914 werd, na enige gevechten, het dorp bezet door de Duitsers. In 1917 vonden beschietingen plaats op de kerk, waarvan de toren als observatiepost werd gebruikt. Het orgel ging verloren. Herstel vond plaats in de jaren na 1920, onder leiding van Théodore Raison. In 1974 werd de toren beschermd als monument.

## Gebouw
Het betreft een driebeukige bakstenen pseudobasiliek in neoromaanse stijl, met romaanse oosttoren die als portaal dienst doet.
Het kerkmeubilair omvat een 17e-eeuwse preekstoel, biechtstoelen uit begin 18e eeuw, enkele schilderijen van de 17e en 18e eeuw, en neogotische altaren. Het orgel is van 1929 en werd vervaardigd door de firma Loncke.